# Phénicie maritime
Fin du IVe siècle
Entités précédentes :
- Syrie-Phénicie

La Phénicie première ou Phénicie maritime (en latin : Phoenice Paralia) est une province romaine puis byzantine créée vers la fin du IVe siècle par Théodose le Grand. Elle eut pour métropole Tyr.